# ونوس اوربینو
ونوس اوربینو (به ایتالیایی: Venere di Urbino) نام یک نقاشی از دوره‌ی رنسانس است که به‌دست تیسین کشیده شده‌است.
این تابلو، که اکنون در گالری اوفیتزی شهر فلورانس نگهداری می‌شود، به‌درخواستِ نجیب‌زاده‌ای ایتالیایی در آغاز جوری ساخته شده بود که قابل‌حمل باشد (ابعاد ۱۱۹ × ۱۶۵ سانتی‌متر).
این نقاشی الگوی دیگر هنرمندان برای بازنمایی برهنگی زنانه در آثارشان شد؛ ازجمله شاهکارهایی همچون زن زیبای حرمسرا از ژان آگوست‌دومینیک انگر، ماخای برهنه از فرانسیسکو گویا، و به‌ویژه المپیا از مانه.

## تابلویی سفارشی

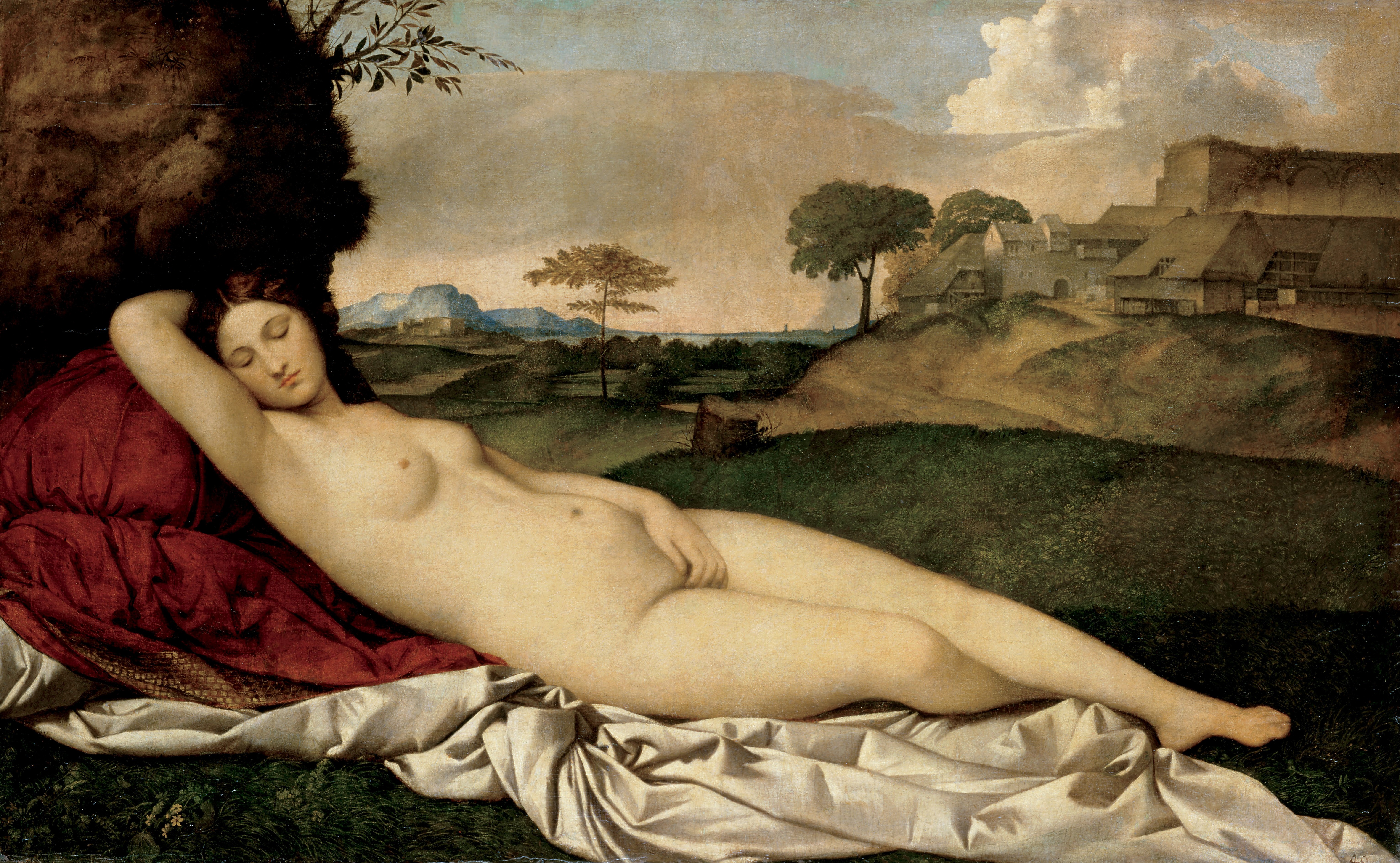
ونوس خفته از جورجونه (c. 1510).

ونوس اوربینو را گویدوبالدو دلا رووره، جانشین فرانچسکو ماریا دلا رووره دوک اوربینو، سفارش داد. دوک ۲ سال پیش‌تر پرتره‌ای از همان مدل به‌نام زیبا خریده بود. گویدوبالدو دلا روور در نامه‌ای از زن برهنه نوشته‌است؛ این عبارت خود نشان می‌دهد که بحث اسطوره در اینجا صرفاً بهانه است. آرمیدگی ونوس به‌راستی بر زیبایی و جذابیت بدن زنانه صحه می‌گذارد. در سده‌ی ۱۶ میلادی، تصاویر را دارای قدرت جادویی می‌دانستند و توصیه می‌شد زوج‌ها نگاره‌ای از زنان و مردان زیبا و برهنه را از دیوار اتاق‌خوابشان آویزان کنند؛ زیرا باور داشتند که اگر زن هنگام باروری به آن بدن‌های زیبا بنگرد، فرزندش زیباتر خواهد شد.
گمان می‌رود که این تابلو، ایزدبانو ونوس را سرتاپا برهنه به‌تصویر می‌کشد. این نقاشی شاید از ونوس درسدا یا ونوس خفته از جورجونه الگو گرفته شده باشد. در این نگاره، زن برهنه با تکیه بر بازوی راستش دراز کشید و سرش را بر بالشتکی گذاشته‌است؛ موهایش بر شانه‌اش ریخته و چند گل رز میان انگشتانش دارد. او خویشتن را تماماً در معرض نمایش گذاشته‌است، و تنها فَرج خود را با دست چپش به‌گونه‌ای غریزی و محجوبانه می‌پوشاند. سگ کوچکی جلوی پای او در خود فرو رفته‌است. چیدمان صحنه همانند کاخ‌های دوره‌ی رونسانس است. در پس‌زمینه، دو خدمتکار دور صندوق لباس سرگرم کاری هستند.

## رونگاری‌ها
سال ۱۸۲۲، انگر تابلوی تیسین را رونگاشت. این رونگاری در موزه هنر والترز در بالتیمور ایالات متحده نگهداری می‌شود. در آغاز جمهوری سوم فرانسه، ویکتور موتز نیز یک رونگاری از ونوس اوربینو را برای موزه‌ی کوتاه‌مدت رونگاری‌ها نقاشی کرد. این نسخه سپس به موزه ماکون داده شد.

## تندیس‌ها
لورنتسو بارتولینی مضمون این نقاشی را گرفت و به‌شکل تندیس درآورد. این تندیس برپایه‌ی نقاشی است که انگر به همین منظور برای او کشید. تندیس اصلی در موزه فابر در مونپلیه نگهداری می‌شود؛ تندیس دیگری نیز از روی آن ساخته شده که متعلق‌به صابون‌سازان آ و اف پیرز است و در نگارخانه‌ی هنر لیدی لور نزدیک لیورپول نگهداری می‌شود.

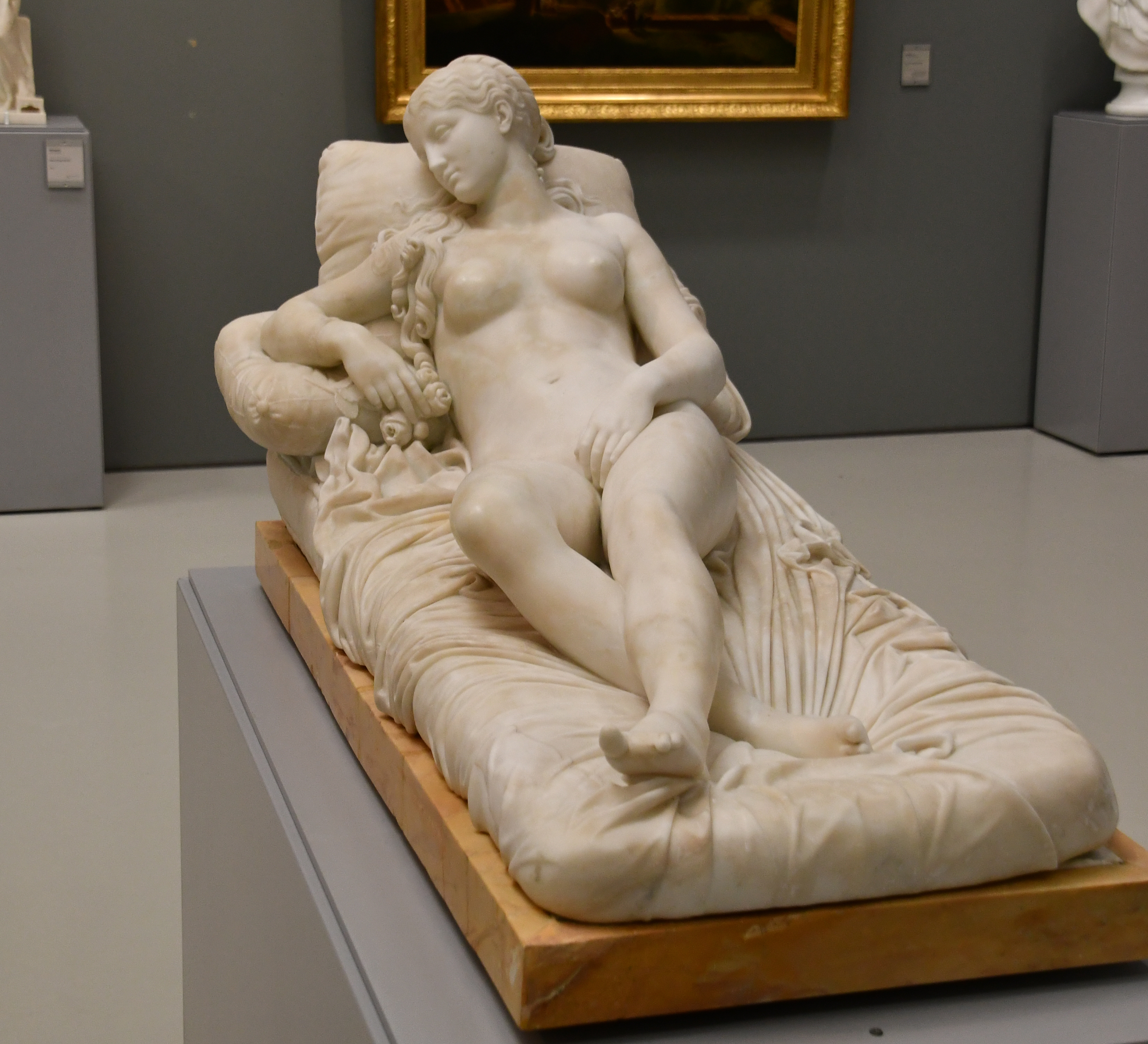
لورنتسو بارتولینی، ونوس خفته، ۱۸۲۰-۱۸۳۰، موزه فابر، مونپولیه.
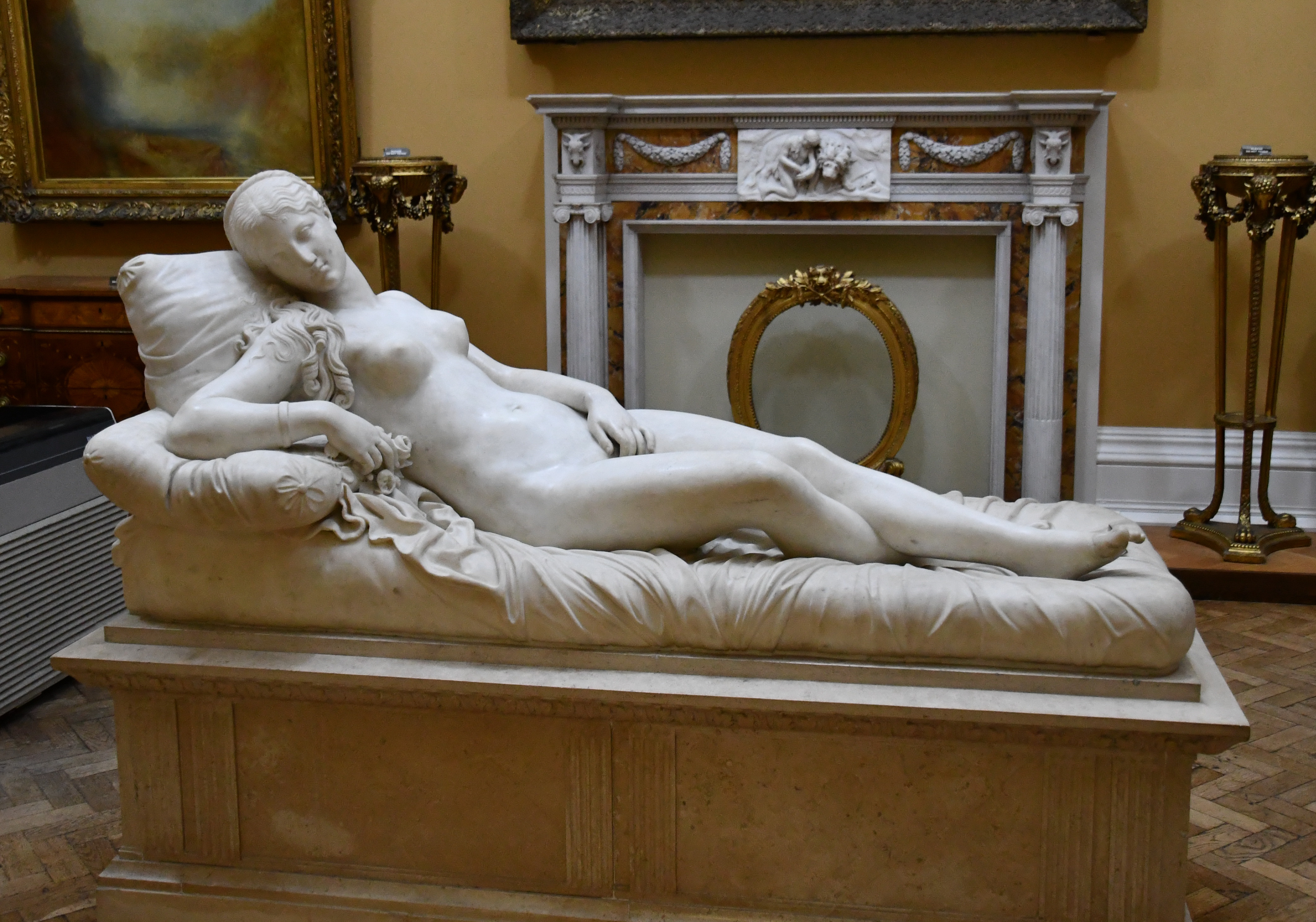
تندیس ساخته‌شده از روی ونوس خفته باتولینی در نگارخانه‌ی هنر لیدی لور، لیورپول.